# Monte Carlo Masters 2004 - Qualificazioni singolare
Le qualificazioni del singolare  del Monte Carlo Masters 2004 sono state un torneo di tennis preliminare per accedere alla fase finale della manifestazione. I vincitori dell'ultimo turno sono entrati di diritto nel tabellone principale. In caso di ritiro di uno o più giocatori aventi diritto a questi sono subentrati i lucky loser, ossia i giocatori che hanno perso nell'ultimo turno ma che avevano una classifica più alta rispetto agli altri partecipanti che avevano comunque perso nel turno finale.
Le qualificazioni del torneoMonte Carlo Masters  2004 prevedevano 32 partecipanti di cui 8 sono entrati nel tabellone principale.

## Teste di serie
1. Thomas Enqvist (Qualificato)
2. Victor Hănescu (primo turno)
3. Antony Dupuis (primo turno)
4. Olivier Rochus (primo turno)
5. Tomáš Berdych (Qualificato)
6. Igor' Andreev (Qualificato)
7. Cyril Saulnier (primo turno)
8. Jan-Michael Gambill (primo turno)

1. Bohdan Ulihrach (primo turno)
2. Nicolas Devilder (primo turno)
3. Jan Hernych (primo turno)
4. Jean-René Lisnard (primo turno)
5. Uros Vico (primo turno)
6. Albert Portas (ultimo turno)
7. Thierry Ascione (Qualificato)
8. Fernando Vicente (primo turno)

## Qualificati
1. Thomas Enqvist
2. Bohdan Ulihrach
3. Uros Vico
4. Nicolas Devilder

1. Tomáš Berdych
2. Igor' Andreev
3. Jean-René Lisnard
4. Thierry Ascione

## Tabellone

### Legenda
| - Q = Qualificato - WC = Wild card - LL = Lucky loser | - ALT = Alternate - SE = Special Exempt - PR = Protected Ranking | - w/o = Walkover - r = Ritirato - d = Squalificato |

### Sezione 1
|  | Primo turno | Primo turno      | Primo turno      | Primo turno | Primo turno |  |  | Ultimo turno | Ultimo turno   | Ultimo turno   | Ultimo turno | Ultimo turno |  |
|  |             |                  |                  |             |             |  |  |              |                |                |              |              |  |
|  | 1           | Thomas Enqvist   | Thomas Enqvist   | 6           | 6           |  |  |              |                |                |              |              |  |
|  |             | Jérôme Haehnel   | Jérôme Haehnel   | 4           | 4           |  |  | 1            | Thomas Enqvist | Thomas Enqvist | 6            | 7            |  |
|  |             | Michaël Llodra   | Michaël Llodra   | 6           | 6           |  |  |              | Michaël Llodra | Michaël Llodra | 4            | 5            |  |
|  | 16          | Fernando Vicente | Fernando Vicente | 3           | 3           |  |  |              |                |                |              |              |  |

### Sezione 2
|  | Primo turno | Primo turno       | Primo turno       | Primo turno | Primo turno |  |  | Ultimo turno      | Ultimo turno      | Ultimo turno | Ultimo turno | Ultimo turno |  |
|  |             |                   |                   |             |             |  |  |                   |                   |              |              |              |  |
|  |             | Benjamin Balleret | Benjamin Balleret | 6           | 6           |  |  |                   |                   |              |              |              |  |
|  | 2           | Victor Hănescu    | Victor Hănescu    | 4           | 2           |  |  | Benjamin Balleret | Benjamin Balleret | 6            | 2            | 3            |  |
|  |             | Bohdan Ulihrach   | 2                 | 6           | 6           |  |  | Bohdan Ulihrach   | Bohdan Ulihrach   | 3            | 6            | 6            |  |
|  | 9           | Óscar Hernández   | 6                 | 3           | 4           |  |  |                   |                   |              |              |              |  |

### Sezione 3
|  | Primo turno | Primo turno      | Primo turno      | Primo turno     | Primo turno |  |  | Ultimo turno     | Ultimo turno     | Ultimo turno | Ultimo turno | Ultimo turno |  |
|  |             |                  |                  |                 |             |  |  |                  |                  |              |              |              |  |
|  |             | Olivier Patience | Olivier Patience | 6               | 6           |  |  |                  |                  |              |              |              |  |
|  | 3           | Antony Dupuis    | Antony Dupuis    | 3               | 1           |  |  | Olivier Patience | Olivier Patience | 6            | 5            | 3            |  |
|  |             | Uros Vico        | Uros Vico        | Uros Vico       | W-O         |  |  | Uros Vico        | Uros Vico        | 3            | 7            | 6            |  |
|  | 13          | Richard Gasquet  | Richard Gasquet  | Richard Gasquet |             |  |  |                  |                  |              |              |              |  |

### Sezione 4
|  | Primo turno | Primo turno      | Primo turno      | Primo turno    | Primo turno |  |  | Ultimo turno     | Ultimo turno     | Ultimo turno     | Ultimo turno | Ultimo turno |  |
|  |             |                  |                  |                |             |  |  |                  |                  |                  |              |              |  |
|  |             | Nicolas Mahut    | Nicolas Mahut    | Nicolas Mahut  | W-O         |  |  |                  |                  |                  |              |              |  |
|  | 4           | Olivier Rochus   | Olivier Rochus   | Olivier Rochus |             |  |  | Nicolas Mahut    | Nicolas Mahut    | Nicolas Mahut    | 2            | 2            |  |
|  |             | Nicolas Devilder | Nicolas Devilder | 6              | 6           |  |  | Nicolas Devilder | Nicolas Devilder | Nicolas Devilder | 6            | 6            |  |
|  | 10          | Lars Burgsmüller | Lars Burgsmüller | 1              | 3           |  |  |                  |                  |                  |              |              |  |

### Sezione 5
|  | Primo turno | Primo turno         | Primo turno         | Primo turno | Primo turno |  |  | Ultimo turno | Ultimo turno  | Ultimo turno  | Ultimo turno | Ultimo turno |  |
|  |             |                     |                     |             |             |  |  |              |               |               |              |              |  |
|  | 5           | Tomáš Berdych       | Tomáš Berdych       | 6           | 6           |  |  |              |               |               |              |              |  |
|  |             | Guillaume Couillard | Guillaume Couillard | 3           | 1           |  |  | 5            | Tomáš Berdych | Tomáš Berdych | 6            | 6            |  |
|  |             | Jan Hernych         | Jan Hernych         | 6           | 7           |  |  |              | Jan Hernych   | Jan Hernych   | 3            | 3            |  |
|  | 11          | Galo Blanco         | Galo Blanco         | 3           | 5           |  |  |              |               |               |              |              |  |

### Sezione 6
|  | Primo turno | Primo turno      | Primo turno   | Primo turno | Primo turno |  |  | Ultimo turno | Ultimo turno  | Ultimo turno  | Ultimo turno | Ultimo turno |  |
|  |             |                  |               |             |             |  |  |              |               |               |              |              |  |
|  | 6           | Igor' Andreev    | Igor' Andreev | 6           | 6           |  |  |              |               |               |              |              |  |
|  |             | Marc Rosset      | Marc Rosset   | 4           | 4           |  |  | 6            | Igor' Andreev | Igor' Andreev | 7            | 6            |  |
|  | 14          | Albert Portas    | 7             | 4           | 6           |  |  | 14           | Albert Portas | Albert Portas | 5            | 4            |  |
|  |             | Thomas Johansson | 64            | 6           | 2           |  |  |              |               |               |              |              |  |

### Sezione 7
|  | Primo turno | Primo turno       | Primo turno | Primo turno | Primo turno |  |  | Ultimo turno      | Ultimo turno      | Ultimo turno | Ultimo turno | Ultimo turno |  |
|  |             |                   |             |             |             |  |  |                   |                   |              |              |              |  |
|  |             | Wayne Arthurs     | 3           | 7           | 6           |  |  |                   |                   |              |              |              |  |
|  | 7           | Cyril Saulnier    | 6           | 63          | 3           |  |  | Wayne Arthurs     | Wayne Arthurs     | 7            | 65           | 69           |  |
|  |             | Jean-René Lisnard | 4           | 6           | 6           |  |  | Jean-René Lisnard | Jean-René Lisnard | 64           | 7            | 7            |  |
|  | 12          | John van Lottum   | 6           | 2           | 3           |  |  |                   |                   |              |              |              |  |

### Sezione 8
|  | Primo turno | Primo turno          | Primo turno          | Primo turno | Primo turno |  |  | Ultimo turno | Ultimo turno         | Ultimo turno         | Ultimo turno | Ultimo turno |  |
|  |             |                      |                      |             |             |  |  |              |                      |                      |              |              |  |
|  |             | Jean-Claude Scherrer | Jean-Claude Scherrer | 6           | 6           |  |  |              |                      |                      |              |              |  |
|  | 8           | Jan-Michael Gambill  | Jan-Michael Gambill  | 3           | 3           |  |  |              | Jean-Claude Scherrer | Jean-Claude Scherrer | 2            | 2            |  |
|  | 15          | Thierry Ascione      | Thierry Ascione      | 6           | 6           |  |  | 15           | Thierry Ascione      | Thierry Ascione      | 6            | 6            |  |
|  |             | Julien Boutter       | Julien Boutter       | 4           | 4           |  |  |              |                      |                      |              |              |  |